# Trichoclinocera serrata
Trichoclinocera serrata är en tvåvingeart som beskrevs av Wagner, Leese och Arne Panesar 2004. Trichoclinocera serrata ingår i släktet Trichoclinocera och familjen dansflugor. Inga underarter finns listade i Catalogue of Life.